# Autism Speaks
Autism Speaks est un organisme de défense des droits des familles concernées par l'autisme aux États-Unis, qui soutient la recherche sur l'autisme, et procède à des activités de sensibilisation destinées aux familles, aux gouvernements et au grand public. Il a été fondé en février 2005 par Bob Wright, vice-président de General Electric, et son épouse Suzanne, un an après que leur petit-fils Christian ait été diagnostiqué autiste.

## Historique
En janvier 2008, la psychologue clinicienne Geraldine Dawson, Ph. D., est devenue responsable scientifique d'Autism Speaks. En avril 2010, l'organisation a nommé Yoko Ono première « Ambassadrice Mondiale de l'Autisme ». Depuis sa création, Autism Speaks a fusionné avec trois associations sur l'autisme et amassé des millions de dollars pour la recherche.
Depuis février 2009, Autism Speaks a utilisé le personnage de Wubbzy dans Wow!Wow!Wubbzy! comme mascotte.
Le 1er mai 2015, Bob Wright a démissionné de son poste de président de l'organisation. Il a été remplacé par Brian Kelly, qui avait été Président du comité de Vérification et des Services à la Famille pour l'organisation et a cofondé l'Eastern Real Estate LLC. Bob Wright et son épouse Suzanne restent parmi le comité de direction en tant que cofondateurs.
Suzanne Wright a pris un congé le 2 novembre 2015, à la suite d'un diagnostic de cancer du pancréas. Elle est tombée gravement malade et elle est décédée le 29 juillet 2016.
En 2016, Autism Speaks a collecté 47,5 millions de dollars US, ce qui représente une baisse de 18 % par rapport à l’année précédente.
À compter d'avril 2017, Autism Speaks reconnaît que « les scientifiques ont mené des recherches extensives sur les deux dernières décennies pour déterminer s'il existe un lien entre les vaccins durant l'enfance et l'autisme. Le résultat de cette recherche est clair : il n'y a pas de liens entre les vaccins et l'autisme ».
Saima Wazed, militante bangladaise, fait campagne pour la résolution « Efforts globaux et coordonnés pour la gestion des troubles du spectre autistique » à l'Assemblée mondiale de la Santé qui adopte cette proposition. En avril 2017, elle est désignée par la World Health Organization (WHO) "Championne pour l'autisme" en Asie du Sud-Est.

## Activités
Autism Speaks est un organisme qui, de concert avec les associations qui l'ont précédé, a été une source de financement orientée vers les causes et les traitements des troubles du spectre autistique. Il fait aussi de la sensibilisation et organise des activités destinées aux familles, aux gouvernements et au public. En 2006, dans un communiqué de presse, Autism Speaks a déclaré que son objectif est d'accélérer et de fournir des fonds à la recherche biomédicale sur les causes, la prévention, les traitements et la guérison de troubles du spectre autistique ; accroître la sensibilisation à la maladie et améliorer la qualité de vie des personnes touchées et de leurs familles.

### Recherche
Autism Speaks et les organisations précédentes ont sensibilisé le public à la cause de l'autisme, levé des fonds pour la recherche et exercé une pression sur le Congrès afin que l'État accorde des subventions. De 1997 à 2006, leur plaidoyer dans les secteurs du traitement et des facteurs environnementaux ont influencé les priorités de la recherche aux États-Unis, l'incitant à se concentrer davantage sur les applications pratiques des connaissances déjà acquises, et moins sur la détermination des causes et des facteurs biologiques de l'autisme .
Autism speaks soutient la recherche dans quatre secteurs principaux :
- l’étiologie (recherche de facteurs génétiques et environnementaux qui pourraient provoquer l'autisme) ;
- la biologie (étude des cellules, du cerveau et du corps) ;
- le diagnostic (épidémiologie, diagnostiques précoces, biomarqueurs...) ;
- les interventions en autisme, qui comprennent le traitement médicamenteux, les thérapies comportementales et les interventions psychologiques. Elles incluent aussi le traitement des pathologies comorbides des enfants qui ne sont pas liées spécifiquement avec l'autisme, telles que les troubles du sommeil ou les troubles gastro-intestinaux, les traitements pour les adultes atteints d'autisme et les médecines complémentaires et alternatives.

## Critiques
Aux États-Unis, des activistes de la neurodiversité et des droits des personnes autistes ont accusé Autism Speaks de présenter l'autisme comme une maladie, voire un fléau, contre lequel un remède devrait être trouvé, plutôt que comme une différence qui devrait être comprise et acceptée. 60 associations de personnes handicapées ont ainsi dénoncé Autism Speaks, l'accusant d'exploitation et de ne pas représenter les personnes autistes.
En réponse, les défenseurs de l’organisme ont rappelé les nombreuses difficultés associées avec l'autisme, les réussites judiciaires et légales d'Autism Speaks, les services variés et les actions de sensibilisations menées par l'organisme. En 2016, Autism Speaks abandonne officiellement l'objectif de trouver un "remède" ("cure") à l'autisme.[réf. nécessaire]